# Пташников Іван Миколайович
Іван Миколайович Пташников (біл. Іван Мікалаевіч Пташнікаў, 7 жовтня 1932, с. Задроздне, Плещеницький район, зараз в Логойський район — 28 липня 2016, Мінськ) — білоруський письменник. Заслужений працівник культури Білоруської РСР (1984). Лауреат Державної премії імені Якуба Коласа (1978) за повість «Найдорф».

## Біографія
Народився в селянській родині. До війни закінчив 3 класи Задрозденської початкової школи. Після війни — Крайську семирічку (1948), Плешчаницьку білоруську середню школу (1951). Працював у редакції плещеницької районної газети «Ленінець», вчителем Лонвавської початкової школи. Закінчив відділення журналістики філологічного факультету БДУ (1957). Редактор художньої літератури в Державному видавництві БРСР (1957—1958), редактор відділу прози журналу «Молодість» (1958—1962), з 1962 — редактор відділу прози журналу «Полум'я». Член СП БРСР (з 1959).
У 2005 році І. Пташников пережив інсульт, після цього не міг сам ходити і з дому його виводили тільки в лікарні. Мав творчі задуми, давав інтерв'ю, але, з власних слів, не мав сил писати. Помер 28 липня 2016 року у своїй квартирі в Мінську.

## Творчість
Дебютував з віршем «На рідному полі», 1952. Перший прозовий твір — повість «Чачык» опублікував у 1957 (журнал «Полум'я»). Автор збірок повістей та оповідань «Зерно падає не на камінь» (1959) та «Степан Жихар з Стешиць» (1966), повістей «Лонва» (1965, 1982), «Тартак» (1968, за сценарієм автора поставлено в 1973 р. однойменний телефільм), «Найдорф» (1976), романів «Чекай в далеких Гринях» (1962), «Мсціжы» (1972), «Олімпіада» (1985, поставлено однойменний телеспектакль, 1989). У 1980 вийшли Вибрані твори в 2 томах, в 1990—1992 — Зібрання творів у 4 томах. Багато творів письменника перекладені на іноземні мови. 
Творча прихильність І. Пташникова-прозаїка — сільська тематика, знання повсякденного побуту, звичаїв, психології селян, здатність автора ґрунтовно і всебічно показати діалектику характерів, правду реальних обставин. В його оповіданнях («Алёшка», «Алені», «Бежанка»), повісті «Лонва» вперше почала виявлятися особлива увага до внутрішнього стану людини, зазвучав мотив війни в долях людей. Тема війни займає в творчості письменника значне місце. Трагедії спалених разом з людьми сіл, таких, як Дальва (повість «Тартак», 1968), боротьба партизанів і жителів окупованої Білорусі проти окупантів (повість «Найдорф», 1976), антивоєнний пафос багатьох оповідань свідчать про те, що війна в І. Пташникова своя, пережита в дитинстві.

## Визнання
Нагороджений орденом «Знак Пошани» і медаллю. Заслужений працівник культури Білоруської РСР (1984). Лауреат Державної премії БРСР імені Якуба Коласа (1978) за повість «Найдорф».

## Вибрана бібліографія
- Тартак / Пташнікаў І. — Мн.:, Мастацкая літаратура, 2000.
- У зб.: Сена на асфальце. — Мн.: Літаратура і мастацтва, 2016. — («Бібліятэка выбраных твораў»).